# Tubulicrinopsis granulosa
Tubulicrinopsis granulosa är en svampart som beskrevs av Hjortstam, Miettinen & Kotir. 2007. Tubulicrinopsis granulosa ingår i släktet Tubulicrinopsis, klassen Agaricomycetes, divisionen basidiesvampar och riket svampar.   Inga underarter finns listade i Catalogue of Life.